# الأسرة المصرية الثلاثون
الأسرة المصرية الثلاثون عادة ما تصنف هذه الأسرة على أنها الأسرة الخامسة من العصر المتأخر لمصر القديمة وحكمت من عام 380 ق.م حتى 343 ق.م.
أسس الملك نختنبو الأول الأسرة الثلاثين وهي الأسرة الأخيرة في تاريخ مصر القديمة، حيث سيطر على مصر وقضي معظم فترة حكمه مدافعاً عن مملكته ضد محاولات الفرس لإعادة غزو مصر، مدعوماً من اسبرطة و أثينا. 
حاول خليفته تيوس غزو بلاد الشام التي كانت تحت الاحتلال الفارسي. أما حفيده نختنبو الثاني فقد عاصر محاولات الفرس إعادة احتلال مصر، والتي اعتبروها محمية متمردة، ففي أول عشر سنوات من حكمه، تفادى نختنبو الثاني الغزو الفارسي لأن الملك الفارسي أرتخشاشا الثالث كان مشغولاً بتوطيد حكمه، وبعدها قام بمحاولة فاشلة لغزو مصر في شتاء عام 351/350 ق.م، لكنه جهز جيشه مرة أخرى وبات مستعداً لغزو مصر ونجح في المرة الثانية وأجبر نختنبو على التقهقر بدفاعاته من الدلتا إلى منف ومنها هرب واختفى تماماً. وبالرغم من قيام ثائر يدعى خباباش بتنصيب نفسه ملكاً (338 - 336 ق.م.)، فإن نختنبو الثاني اعتبر آخر فرعون لمصر، وهروبه مثّل نهاية مصر المستقلة.

## ملوك الأسرة الثلاثون
حكم الأسرة الثلاثون 3 ملوك فقط:
| الرقم | الاسم         | اسم التتويج              | مدة الحكم           |
| ----- | ------------- | ------------------------ | ------------------- |
| 1     | نختنبو الأول  | Kheperkare خبر كا رع     | 379–361 قبل الميلاد |
| 2     | تيوس (تاخوس)  | Irimaatenre إرما أتن رع  | 361–359 قبل الميلاد |
| 3     | نختنبو الثاني | Senedjemibre سندجم إب رع | 359–342 قبل الميلاد |

## معرض صور

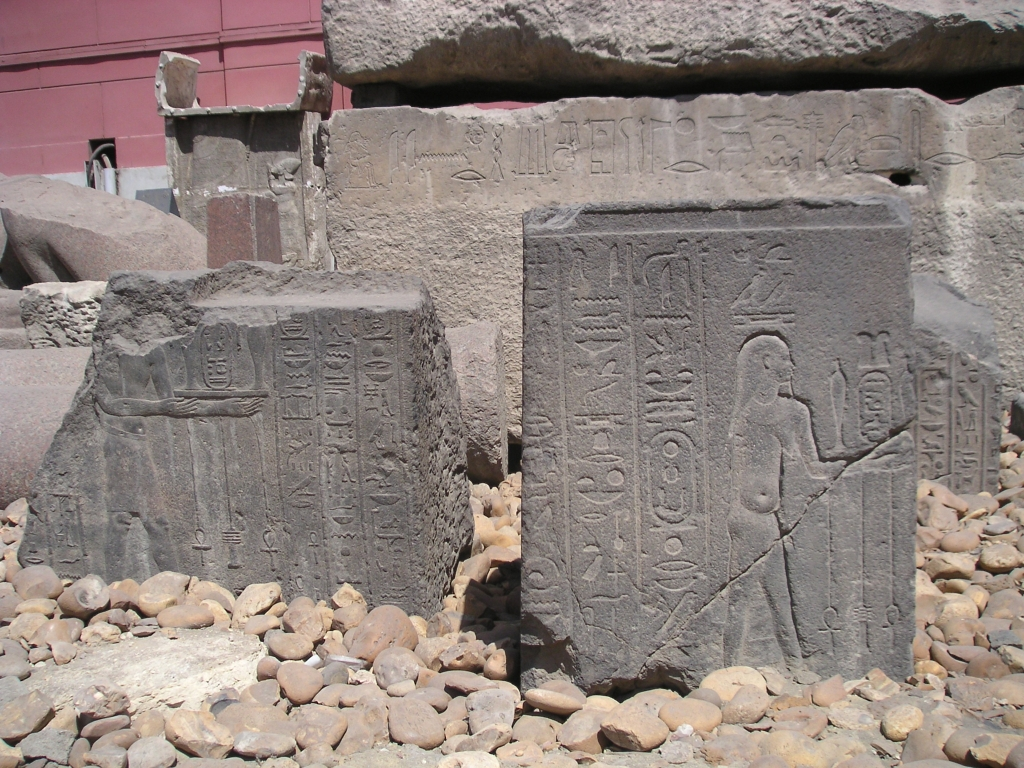
نقوش جدارية لنختنبو الأول (على اليمين) ونختنبو الثاني (على اليسار). المتحف المصري بالقاهرة
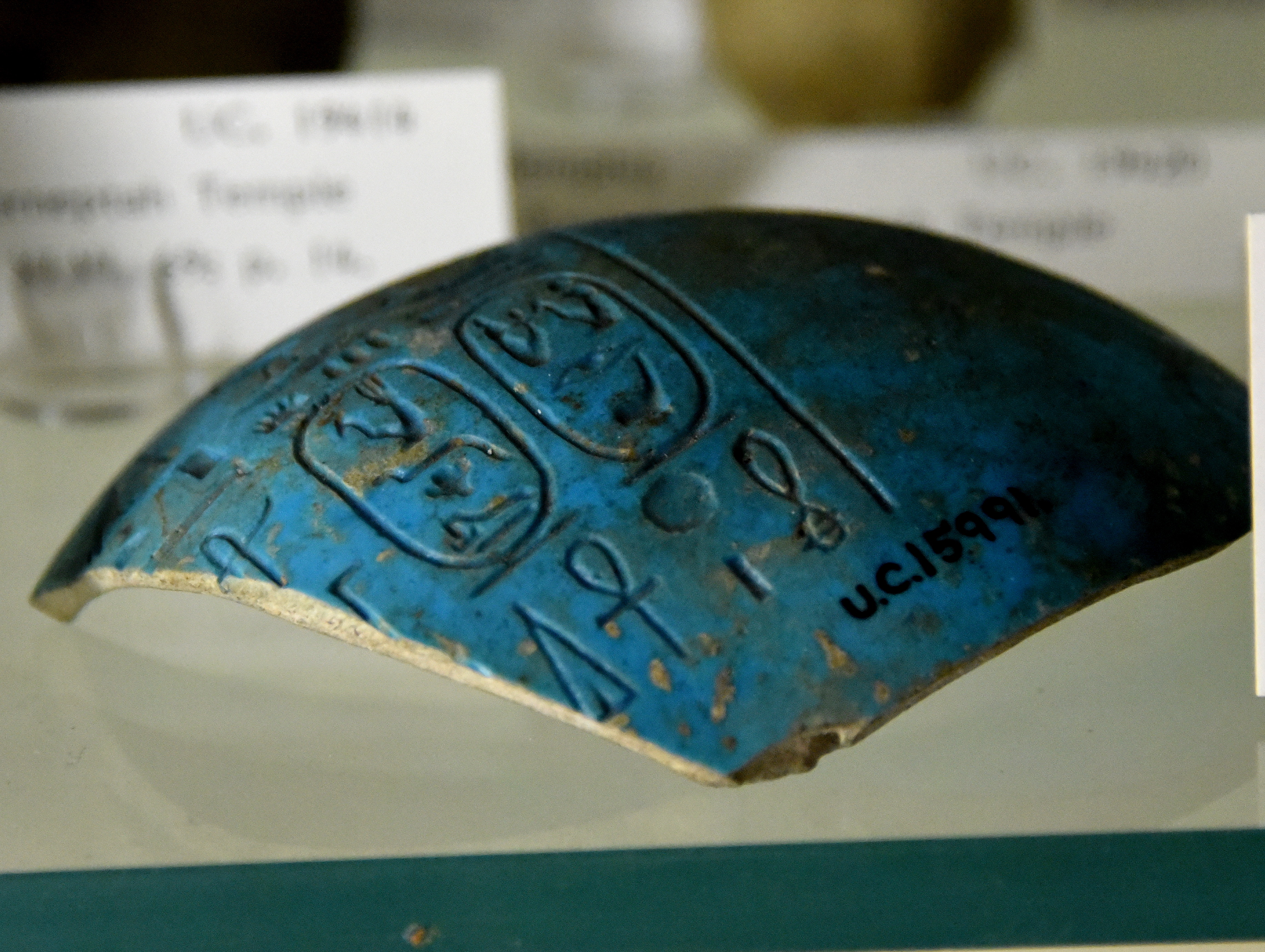
جزء من إناء مزخزف نُقش عليه اسم الملك تيوس. متحف بيتري للآثار المصرية بلندن
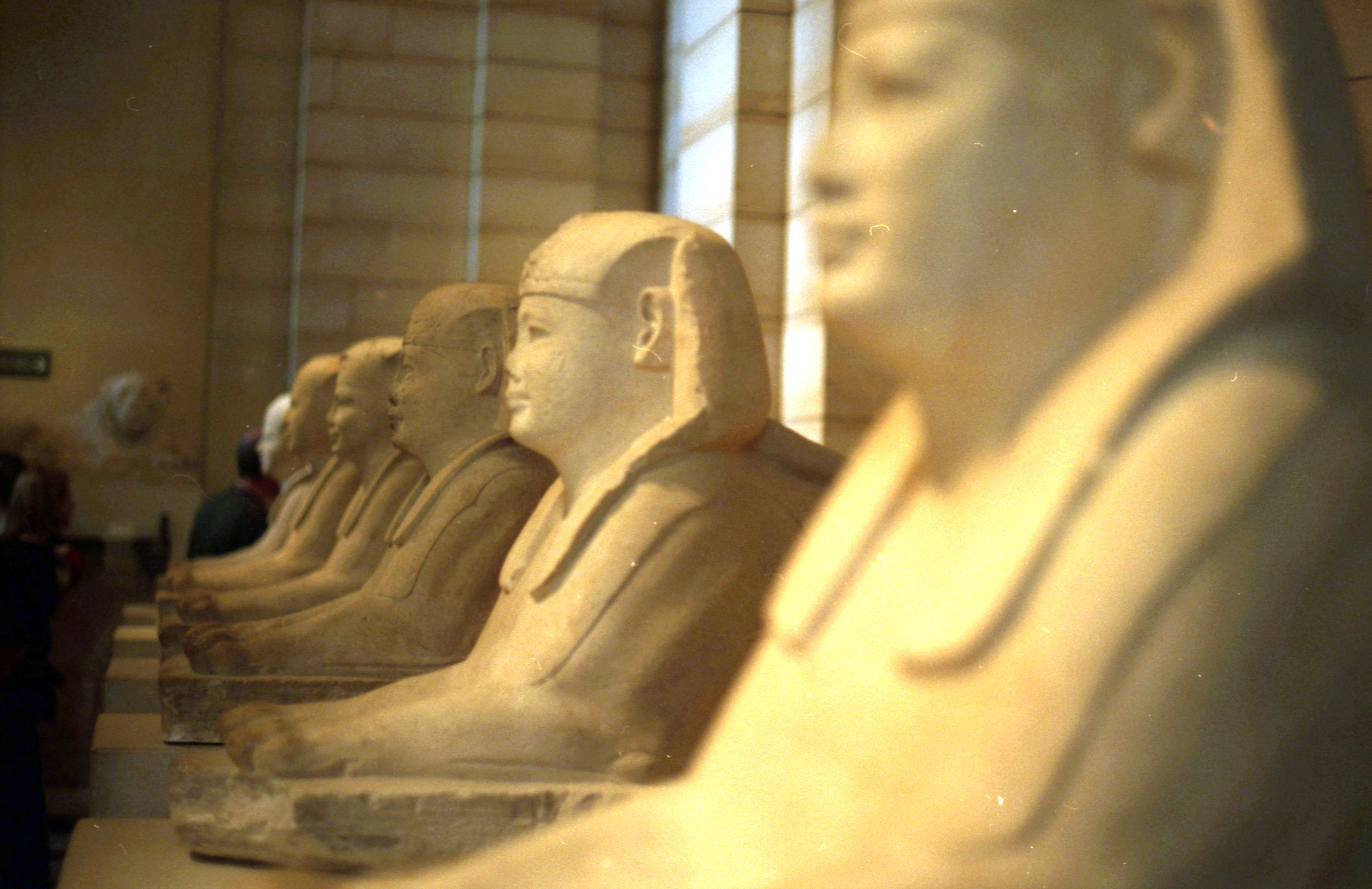
تماثيل أبو الهول الجنائزية، التي عثر عليها في سقارة. من عصر نخت أنبو الثاني. متحف اللوفر
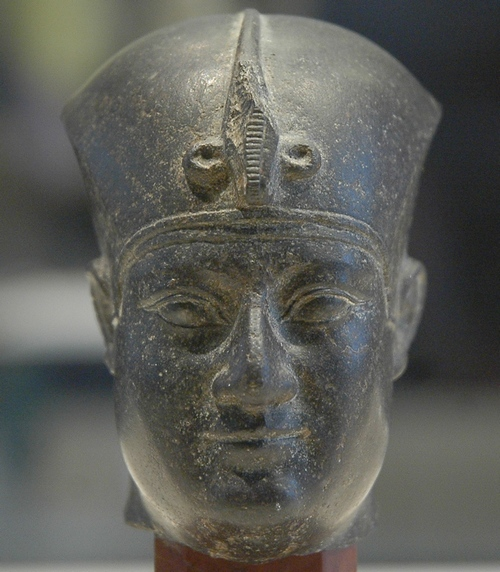
تمثال للملك نختنبو الأول